# McCrory
McCrory – miasto w Stanach Zjednoczonych, w stanie Arkansas, w hrabstwie Woodruff.